# Karl August Ludwig Mercker
Karl August Ludwig Mercker (* 14. Juni 1862 in Hildesheim; † 8. April 1942 in Hannover) war ein deutscher evangelischer Theologe.

## Leben
Geboren zur Zeit des Königreichs Hannover in Hildesheim. Er studierte evangelische Theologie an der Georg-August-Universität Göttingen und gehörte dort seit 1882 der schwarzen Verbindung Holzminda (seit 1907 Burschenschaft Holzminda) an. Nach dem Studium wurde Karl August Ludwig Mercker 1888 zunächst Hilfsgeistlicher in Hannover-Hainholz.
1889 trat er die Stelle als Pastor in Moisburg an, 1900 in Misburg.
1911 wurde Mercker Superintendent in Dorum, während des Ersten Weltkriegs ab 1916 in Elze. 1931 trat er in den Ruhestand in Hannover und starb dort während des Zweiten Weltkriegs 1942 im Alter von knapp 80 Jahren.

## Ehrungen
- Die 1964 angelegte Merckerstraße in Misburg-Nord erinnert an den in Misburg ehemals amtierenden Pastor.[3]